# Atsushi Izawa
Atsushi Izawa (født 23. juli 1989) er en japansk fodboldspiller.
Han har spillet for flere forskellige klubber i sin karriere, herunder Ventforet Kofu, Kataller Toyama og Tokushima Vortis.